# Burkini
Burkini je dvodelni kupaći kostim za žene muslimanske veroispovesti. Izrađen je od elastina, ima svojevrsnu kapuljaču za glavu i ispunjava uslove hidžaba. Naziv „burkini” je složenica nastala od reči burka i bikini.

## Istorija
Tvorac burkinija je australijska dizajnerka libanskog porekla Aheda Zaneti, koju je vlastiti religiozni način života u sunčanoj, plažom i morem obeleženoj kulturi Australije inspirisao da kreira ovaj šerijatski-komforan kupaći kostim, kako bi i strogo religioznim muslimankama omogućio participaciju i ukonio osećaj stigme na plaži i u vodi — nastalom usled svoje religijski obavezne stalne pokrivenosti.
Burkini je komplet koji se sastoji od majice A kroja do kolena i dugih rukava sa pokrivalom za glavu, te dugim pantalonama. Kostim pokriva gotovo celo telo, osim lica, šaka i stopala. Napravljen je u potpunosti od poliestera, i košta između 100 i 300 australijskih dolara. U međuvremenu su se pojavile i varijante kostima za trčanje, džudo, fudbal itd.
U Egiptu su se ovi kupaći kostimi pojavili na tržištu tokom 2000. godine pod nazivom sharia swimsuit i swimming hijab. U Turskoj je burkini poznat pod nazivom Haşema (po firmi koja ga proizvodi), a u SAD-u kao splashgear.

## Spoljašnje veze
- Kupaći kostimi kroz istoriju